# Mauricio Solís
Mauricio Solís Mora (Heredia, 13 december 1972) is een voormalig Costa Ricaanse profvoetballer die in 2010 zijn loopbaan beëindigde bij CS Herediano. Hij kwam 110 keer uit voor de nationale ploeg van Costa Rica.
Solís gold als een van de beste verdedigende middenvelders van Costa Rica. Vooral zijn opbouwend vermogen werd geroemd. In zijn carrière won hij vier nationale landstitels: eenmaal met Club Sport Herediano (1993) en driemaal met LD Alajuelense (2001, 2002 en 2003). Solís werd in 1999 met Costa Rica kampioen tijdens de UNCAF Nations Cup en maakte deel uit van de selecties voor het WK voetbal 2002 en het WK voetbal 2006. Hij speelde ook mee in de strijd om de Gold Cup 2003.